# Nobuo Fujishima
Nobuo Fujishima, född 8 april 1950 i Akita prefektur, Japan, är en japansk tidigare fotbollsspelare.